# Sinding (slægter)
 For alternative betydninger, se Sinding. (Se også artikler, som begynder med Sinding)
Sinding er navnet på flere slægter.
Den dansk-norske familie Sinding nedstammer fra sognedegn Jens Sinding i Kundby på Sjælland. Familien etablerede sig i Norge ved dennes søn Holger Ferslew Sinding (1741-1789), som var apoteker i Fredrikstad. De mest kendte medlemmer af denne familie er maleren Otto Ludvig Sinding (1842-1909), billedhuggeren Stephan Sinding (1846-1922) og komponisten Christian Sinding (1856-1941).
To andre slægter er opkaldt efter lokaliteterne Sinding ved henholdsvis Herning (Sinding Sogn) og Silkeborg (Sinding Sogn). I 1905 fik Peder Pedersen Sinding, skovfoged i Undallslund ved Viborg, bevis på, at han og hans familie måtte føre familienavnet Sinding. Han hører til Sinding-slægten fra Herningområdet.
Andre med navnet, hvis familieforhold er uafklarede:
Kunstmaleren og hoffotografen Niels Edvard Sinding (1839-1902) var gift med Nicoline Marie Kleis, f. Albrechtsen (død 1935) og far til arkitekt Svend Sinding (1881-1929) og kommandør Paul Sinding (1882-1964).
- maleren Knud Sinding (1875-1946)
- dommeren Knud Sinding (1878-1958)
- statsadvokat Tage Sinding (1912-1990)
- ingeniør Ole Sinding (1913-1998)